# Atharwaweda
Atharwaweda (sanskr. trl. Atharvaveda) – jeden z czterech zbiorów (sanhita) hymnów, wchodzących w skład Wed, zawiera głównie teksty magiczne (formuły magiczne, zaklęcia i egzorcyzmy) i teksty związane z rytuałami (królewskimi i odnoszącymi się do ogniska domowego).

## Etymologia
Najstarsza nazwa Atharwawedy brzmiała Atharwangirasas – czyli Atharwanowie i Angirasowie. Pierwsi to ród mitycznych, półboskich kapłanów wywodzących się od Atharwana, który zajmował się praktykami zapewniającymi pomyślność, ale i posiadał umiejętność uśmiercania czarami wrogów. Angirasowie („synowie nieba i bogów”) zaś to mędrcy i mityczni kapłani ognia, jednocześnie wykonawcy „wrogich praktyk magicznych”, wzywani w Atharwawedzie, aby odwracali zło i nękali wrogów. Nazwa Atharwangirasas odzwierciedla podwójny charakter tej sanhity, która zawiera część „pomyślną” i „straszną”. Z biegiem czasu wyłoniła się nazwa krótsza, wywodząca się od pierwszego członu nazwy wcześniejszej.

## Linie przekazu (śakha)
Z przekazów tradycji wedyjskiej, znanych jest dziesięć szkół (śakha) Atharwawedy:
1. paippalāda
2. stauda
3. mauda
4. śaunakīya
5. jājala
6. jalada
7. kuntap
8. brahmavada
9. devadarśa
10. cāraṇavaidyā

Zachowały się dwie redakcje Atharwawedy, różniące się od siebie (zarówno w treści, jak w układzie tekstów):
- śaunakija
- paippalada

### Śaunakija
Śaunakija składa się z ok. 6 tysięcy strof zebranych w sukta, które podzielono na 20 rozdziałów (kanda). Zachowało się wiele manuskryptów z Śaunakiją, najstarsze pochodzą z XVII w.

#### BudowaŚaunakiji
- Rozdziały I–VII – zawierają krótkie sukty (1–18 strof) o treści magicznej.
- Rozdziały VIII–XII – zawierają nieco dłuższe sukty (21–73 strof) o treści magicznej, rytualnej, spekulacyjnej. Każdy rozdział zawiera 10 sukt, oprócz dwunastego, w którym znalazło się tylko pięć sukt (ale za to najdłuższych).
- Rozdziały XIII–XVIII – zawierają długie sukty pogrupowane według tematyki, np. XIII rozdział poświęcono Słońcu, XIV rozdział zawiera teksty związane ze ślubem, XV rozdział poświęcono wratjom – nieortodoksyjnym grupom wędrownym z własnym kultem, XVIII – zawiera teksty pogrzebowe itd.
- Rozdział XIX to prawdopodobnie późniejszy dodatek, zawiera sukty o takiej samej tematyce jak wcześniejsze rozdziały, ale których jeszcze nie uwzględniono.
- Rozdział XX – najmłodszy – składa się z 143 sukt, z czego tylko 13 jest oryginalnych, resztę zaczerpnięto z Rygwedy. Głównie są to hymny do Indry, związane z rytuałem śrauta. Prawdopodobnie dodano je po to, aby „uświęcić” Atharwawedę i usprawiedliwić jej włączenie do kanonu.

Teksty Atharwawedy zapożyczone z Rygwedy pochodzą głównie z mandali dziesiątej, pierwszej oraz ósmej.

### Paippalada
Paippalada składa się z 6,5 tysiąca strof, pogrupowanych w 20 rozdziałów, jednakże ich rozmiary, układ tekstów i tematyka są inne niż w Śaunakiji. Przez wiele lat posiadano tylko jeden manuskrypt z tą redakcją Atharwawedy i to w dodatku w bardzo złym stanie (pochodził z Kaszmiru, z początku XVI w.). Później odkryto jeszcze kilka manuskryptów w Puri (stan Orisa).
Około 1/8 tekstów Paippalady jest oryginalna – nie pochodzą one z Rygwedy i nie mają swoich odpowiedników w Śaunakiji. Generalnie sukty w Paippaladzie są krótsze (najdłuższe składają się z 28 strof).
Nie wiadomo, która redakcja jest starsza.

## TreśćAtharwawedy
Atharwaweda składa się głównie z różnego typu zaklęć magicznych. Możemy wyróżnić:
- Sukty magiczne:
Stosując tradycyjną klasyfikację indyjską, wyróżnia się następujecie sukty magiczne:
  - zaklęcia lecznicze, medyczne (egzorcyzmy przeciw demonom wywołującym choroby, modlitwy do Rudry i Aświnów oraz uświęcające amulety itd.) – można znaleźć w nich sporo informacji o stanie ówczesnej medycyny, o roślinach leczniczych, praktykach uzdrawiających itp.
  - zaklęcia zapewniające zdrowie i długie życie (są to głównie prośby skierowane do Agniego)
  - zaklęcia przeciwko siłom zła (demonom, wrogom itd.)
  - zaklęcia, które chronią człowieka (oraz jego dobra) przed wszelkiego rodzaju nieszczęściami i niebezpieczeństwami (stanowią one ok. 1/5 całej zawartości Atharwawedy)
  - zaklęcia zapewniające zgodę między ludźmi
  - zaklęcia oczyszczające z nieczystości rytualnej
  - zaklęcia dotyczące relacji między kobietą a mężczyzną
    - miłosne
    - związane z poczęciem

  - zaklęcia związane z królem (zapewniające mu zwycięstwa, trwałość jego władzy itp.)
  - zaklęcia związane z kapłanami (sprowadzające nieszczęścia na każdego, kto znieważy kapłana, jego żonę i krowy)
- Sukty rytualne – związane z ceremoniami zaślubin i pogrzebów, intronizacji króla oraz rytuałami śrauta (te ostatnie głównie zaczerpnięte z Rygwedy)
- Sukty spekulacyjne – mówiące o powstaniu i strukturze wszechświata, relacji między światem materialnym a światem magicznym. Widoczne są tu już zalążki koncepcji brahmana.

## Budowa
Atharwaweda składa się z tekstów metrycznych i napisanych prozą. Paippalada zawiera więcej tekstów prozaicznych niż Śaunakija. Najczęstsze metrum to anusztubh. Bardzo często metrum jest łamane, przez co teksty bardziej przypominają zrytmizowaną prozę niż poezję – widać, że ich charakter jest przede wszystkim użytkowy.

## Datowanie
Niektóre z tekstów Atharwawedy są prawdopodobnie starsze od najstarszych hymnów Rygwedy, ale sam zbiór jako całość jest zdecydowanie młodszy od Rygwedy. Trudno jednak określić czy Atharwaweda jest młodsza czy starsza od Samawedy oraz Jadźurwedy.
Początkowo Atharwaweda nie była włączana do kanonu świętych Wed. Po włączeniu przypisywano ją brahmanowi (głównemu kapłanowi, który czuwał nad przebiegiem ofiary wedyjskiej) lub (rzadziej) purohicie (kapłanowi domowemu króla).